# Будинок «Літаюча тарілка»
Будинок «Літаюча тарілка» — будівля, яка розташована за адресою м. Київ, вул. Антоновича, 180, побудована 1971 року за проєктом архітекторів Флоріана Юр'єва і Льва Новикова. Представник архітектури другої хвилі радянського модернізму. У споруді знаходиться Український інститут науково-технічної експертизи та інформації, Державна науково-технічна бібліотека України, а раніше функціонувало поліграфічнне підприємство.

## Історія
Проєкт було розроблено в 1960-х роках. Автор планував створити в будівлі світломузичний театр, проте керівництво вирішило розмістити там Інститут науково-технічної інформації, заснований 1958 року, тривалий час не мавший приміщення, а також архів КДБ та Комуністичної партії України.
Конференц-зал, який знаходиться в тарілці, має унікальну акустику, дозволяє почути весь діапазон частот людського голосу й музичних інструментів. За задумом автора в залі мали відбуватися концерти. Натомість там облаштували кінолекційну залу бібліотеки.
За словами Юр'єва, опори конструкції спеціально були сховані, щоб всім здавалося, наче «тарілка» висить у повітрі.
За проєкт «тарілки» Юр'єва було нагороджено премією Держбуду СРСР «За новаторство в архітектурі» — 16000 рублів.
У 1990-ті будівля почала занепадати, фасад облущувався, комунікації виходили з ладу, приміщення порожніли, бракувало грошей на ремонтні роботи. У 2012 році керівництво інституту вирішило передати будівлю Фонду державного майна.
У 2015 році з'явились плани побудови нового торгового центру «Ocean Mall» на місці знесеного холодокомбінату впритул до будівлі, а за деякими планами, поглинаючи її. Половину будівлі УкрІНТЕІ, де розташована «тарілка», столична влада віддала в оренду приватній компанії терміном на 20 років з правом автоматичної пролонгації та реконструкції. Культурна спільнота привертає увагу до проблеми. Зокрема, «тарілка» стала головною локацією бієнале «Київський Інтернаціонал». Для захисту модерністських пам'яток була створена ініціатива #savekyivmodernism. До процесу долучився і сам Флоріан Юр'єв, написавши відкритого листа з вимогою прозорого процесу реконструкції.
У липні 2020 року почалось відновлення покриття на даху будівлі. У жовтні Міністерство культури та інформаційної політики внесло будівлю до реєстру пам'яток архітектури та монументального мистецтва.

## Галерея

Будинок «Літаюча тарілка»
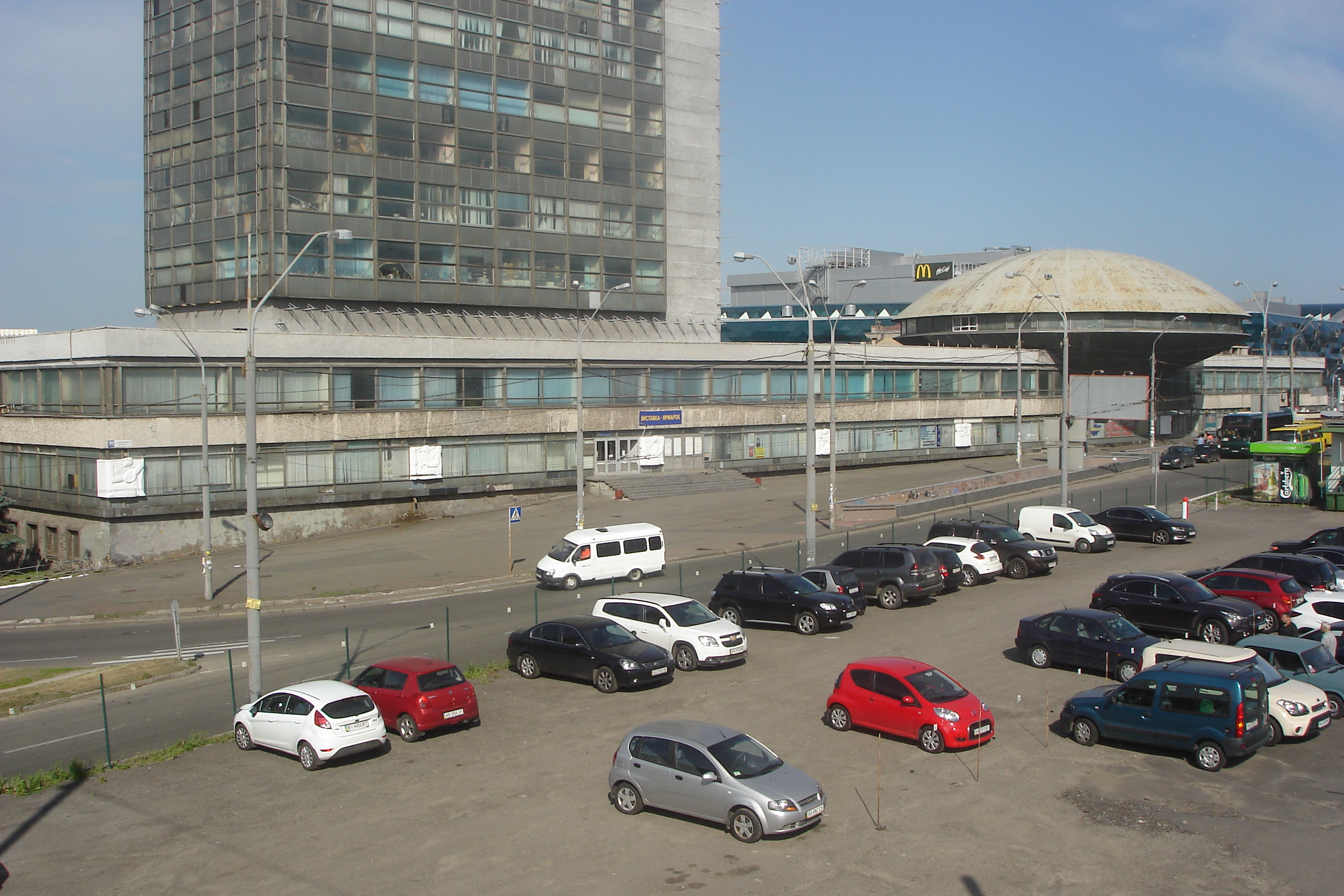
Будинок «Літаюча тарілка»
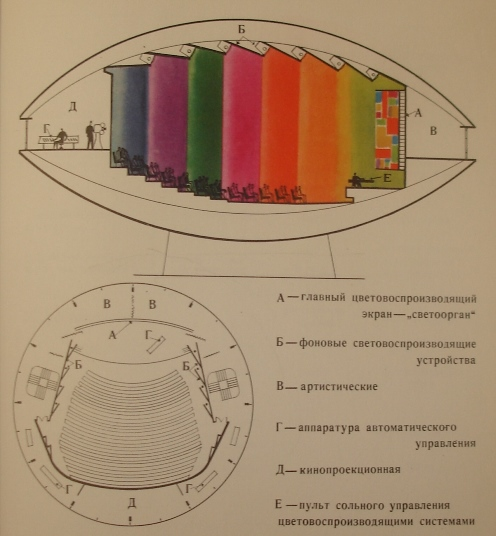
Проєкт конференц-залу (світлотеатру)